# Farkašová
Farkašová ist im Slowakischen die weibliche Form des Nachnamens Farkaš, einer Variante des ungarischen Nachnamens Farkas.

## Namensträger
- Carmen Farkašová (1931–2021), bekannt als Hana Hegerová, slowakische Chansonsängerin und Schauspielerin
- Etela Farkašová (* 1943), slowakische Schriftstellerin und Philosophin
- Henrieta Farkašová (* 1986), slowakische paralympische Skirennfahrerin
- Kristína Farkašová (* 1982), slowakische Schauspielerin